# Иванов, Сергей Михайлович
Сергей Михайлович Иванов (1908—1984) — советский учёный и педагог в области спортивной медицины, доктор медицинских наук (1962), профессор (1963). Ректор Киевского государственного института физической культуры (1946—1950) и Государственного центрального института физической культуры (1950—1951).

## Биография
Родился 30 марта 1908 года в Москве.
С 1925 по 1930 год обучался в Государственном центральном институте физической культуры, его педагогом был И. М. Саркизов-Серазини. С 1930 по 1935 год обучался в Саратовском медицинском институте.
С 1935 по 1938 год на педагогической работе в Саратовском медицинском институте в должностях: ассистента и заведующего кафедрой физкультуры. С 1938 по 1941 год на научно-исследовательской работе в Сочинском НИИ в должности заведующего отделением лечебной физкультуры. С 1943 по 1945 год в период Великой Отечественной войны призван в РККА и направлен в действующую армию где состоял в качестве дивизионного терапевта и ведущего специалиста в области лечебной физкультуре Карельского фронта. 
С 1946 по 1950 год — ректор Киевского государственного института физической культуры. С 1950 по 1951 год — ректор Государственного центрального института физической культуры. С 1951 по 1953 год — заместитель председателя Комитета по физической культуре и спорту при Совете Министров СССР. С 1953 по 1984 год на педагогической работе во Втором Московском государственном медицинском институте в должностях — заведующего кафедрой врачебного контроля и лечебной физкультуры и консультанта этой кафедры.

### Научно-педагогическая деятельность
Основная научно-педагогическая деятельность С. М. Иванова была связана с вопросами в области спортивной медицины, клиническому обоснованию лечебной физкультуры у подростков и детей при заболеваниях органов дыхания. Под руководством С. М. Иванова были разработаны методики лечебной физкультуры при болезнях верхних дыхательных путей, бронхиальной астме и хронической пневмонии, которые были внедрены в практику. С. М. Иванов являлся главным специалистом Министерства здравоохранения СССР, председателем Правления Всероссийского общества по врачебному контролю и лечебной физкультуре и почётным членом Всесоюзного общества по врачебному контролю и лечебной физкультуре. 
В 1940 году защитил диссертацию на соискание учёной степени кандидат медицинских наук по теме: «Сердце подростка и спорт», в 1962 году защитил диссертацию на соискание учёной степени доктор медицинских наук, в 1963 году ему было присвоено учёное звание профессор. Под руководством С. М. Иванова было написано около ста двадцати научных трудов, в том числе четырёх монографий, он подготовил двадцать кандидатов и докторов наук. С. М. Иванов был ответственным редактором редакционного отдела «Физическое воспитание, спортивная медицина, лечебная физкультура» третьего издания Большой медицинской энциклопедией.
Скончался 11 июня 1984 года в Москве.